# Teneniai
Teneniai är en ort i Litauen. Den ligger i den västra delen av landet, 230 km väster om huvudstaden Vilnius. Teneniai ligger 75 meter över havet och antalet invånare är 369.
Terrängen runt Teneniai är platt. Runt Teneniai är det ganska glesbefolkat, med 29 invånare per kvadratkilometer. Närmaste större samhälle är Šilalė, 17,2 km öster om Teneniai. Omgivningarna runt Teneniai är en mosaik av jordbruksmark och naturlig växtlighet.